# Angela Phương Trinh
Lê Ngọc Phương Trinh, thường được biết đến với nghệ danh Angela Phương Trinh (sinh ngày 8 tháng 2 năm 1995), là một nữ diễn viên, ca sĩ kiêm người mẫu người Việt Nam.

## Tiểu sử
Trinh sinh ngày 8 tháng 2 năm 1995 ở TP. Hồ Chí Minh. Từ nhỏ, Trinh đã đam mê với điện ảnh. Trinh bước chân vào hoạt động nghệ thuật từ năm lên 7 tuổi với vai phụ trong phim Kính vạn hoa Năm 2005, Trinh diễn vai chính trong phim Mùi ngò gai. Trinh đến gần với khán giả hơn với vai diễn "Người mẹ nhí" khi tuổi còn đôi mươi. Đây cũng là vai diễn "mang tới nhiều thành công trong sự nghiệp điện ảnh của cô". Trinh tham gia những bộ phim như: Thứ ba học trò, Linh lan trắng, Taxi, em tên gì?, Glee Vietnam,... Trinh có gần 50 vai diễn với những cung bậc cảm xúc và tính cách. Khi lớn lên, Trinh lấn sân sang lĩnh vực ca hát.
Trinh tự nhận là người Phật tử chân chính, thích chia sẻ những chánh pháp cũng như các hoạt động tình nguyện, lịch thuyết giảng,..... Năm 2018, Trinh tạm dừng hoạt động trong giới giải trí để tập trung tu tập và tham gia các hoạt động công quả tại những chùa. Ngày đầu tiên của năm 2020, Trinh tuyên bố ăn chay trọn đời. Tuy đã tuyên bố là Phật tử, nhưng Trinh thường xuyên dùng mạng xã hội để lăng mạ những nhà sư khác. Điển hình về việc cô đã đăng bài hạ nhục nhà sư Thích Minh Tuệ, người đang tu tập theo phương pháp Hạnh Đầu Đà. Trinh khiến nhiều người ngán ngẫm và bức xúc về kiến thức Phật Giáo cũng như đạo hạnh của mình. Cô sau đó lên tiếng xin lỗi đồng thời xóa tất cả phát ngôn nhằm vào Thích Minh Tuệ và mong được mọi người thông cảm do "vẫn đang trên con đường học đạo."

## Đời tư
Năm 2012, người yêu đầu tiên mà Angela Phương Trinh công khai yêu đại gia Dũng Xoăn. Trinh tiết lộ rằng mình bị vị đại gia này nói dối về tuổi thật của vị đại gia đó và cảm thấy bị tổn thương nặng nề. Năm 2014, Trinh vướng lùm xùm với Chiêm Quốc Thái. Trinh tiết lộ rằng từng bị Thái dọa tung ảnh nóng nếu cắt đứt mối quan hệ. Trinh tuyên bố sẽ trả lại túi xách, đồng hồ hàng hiệu và một nửa số tiền Thái hỗ trợ Trinh mua chiếc xe ô tô 6 tỷ. Bác sỹ thẩm mỹ kia phải trả tiền cho Trinh vì sử dụng hình ảnh để quảng cáo cho thẩm mỹ viện của mình. Trinh tố thêm bác sỹ Thái lăng nhăng, có quan hệ với nhân viên cấp dưới. Năm 2022, Trinh công khai tình yêu với Cao Thái Sơn.

## Các vụ việc liên quan
Trinh bị biết đến nhờ những vụ scandal như bỏ học, khoe thân phản cảm, các phát ngôn gây sốc,... Trinh bị đặt biệt danh là "Nữ hoàng thị phi", "Công chúa scandal".

### Nói dối về việc bỏ học
Năm 2012, Trinh thú nhận mình chưa phải thi tốt nghiệp vì mình sinh năm 1995, không phải 1994 như chia sẻ trước đó. 1 năm sau, theo thông tin trường cấp 2 mà Trinh từng theo học xác nhận với phóng viên Zing News, Trinh đã bỏ học từ năm lớp 9 và chưa tốt nghiệp THCS.

### Khoe thân
Trinh từng có những lần bị công chúng phản đối vì khoe thân, ăn mặc hở hang, chụp quảng cáo nội y khi vẫn còn tuổi teen, biểu diễn như múa cột trong quán bar.
Ngày 22 tháng 8 năm 2013, Trinh biểu diễn quán bar với trang phục jumpsuit xuyên thấu màu da bó sát và lộ nội y. Bộ trang phục bị khán giả đánh giá "mặc như Can Lộ Lộ". Cục Nghệ thuật Biểu diễn đã cấm diễn Trinh 6 tháng vì hành vi này.

### Chia sẻ cách chữa bệnh
Ngày 17 tháng 7 năm 2021, Trinh chia sẻ bài viết gây tranh cãi khi khuyên người bệnh ung thư "đặt tay vào khối u mà tụng Kinh hoặc trì chú của Phật, nói chuyện với khối u, khuyên khối u quy y Phật Pháp Tăng, rải lòng từ bi với khối u, cầu cho khối u siêu thoát.", ăn chay và không dùng hóa dược.
Từ giữa tháng 8 năm 2021, Trinh đăng tải thông tin nuốt địa long (1 loại giun đất) sống giúp người mắc COVID-19 âm tính trong 5 ngày khi chưa có căn cứ khoa học. Trinh cho rằng địa long chữa được sốt rét, ung thư, ho, sốt cao, đau họng, nhức đầu, mỏi cơ, viêm phổi khó thở... Sản phẩm làm từ giun đất mà Trinh giới thiệu cho người bệnh COVID-19 dùng là thuốc trị hạ men gan, hoạt huyết, giảm đau xương khớp, không phải thuốc chữa COVID-19.
Ngày 19 tháng 10, Sở Thông tin và Truyền thông Thành phố Hồ Chí Minh ra quyết định xử phạt vi phạm hành chính đối với Trinh số tiền 7,5 triệu đồng. Tối cùng ngày, Trinh đăng tin chữa ung thư bằng địa long tươi và lạy Phật sám hối.

### Các vụ việc khác
Tháng 9 năm 2011, 1 tài khoản trên mạng xã hội của Trinh có những lời lẽ "thiếu đẹp đẽ". Sau đó, cha Trinh đã giải thích: "Vì lịch học và làm việc của Trinh thời gian qua gần như kín hết, không có thời gian rảnh để online nên tôi giao trang cá nhân này lại cho một số fan thân thiết quản lý."
Trinh từng có những tuyên bố gây tranh cãi như: "Có đại gia sẵn sàng chi 20.000 đô để gặp tôi 20 phút", thưởng 1 tỷ đồng cho người phát hiện ra vết tích nâng ngực, cho rằng dùng váy nhái "Miễn trang phục đó đẹp là được".
Năm 2014, Trinh đăng những bức hình mình đi bộ ở chân hầm cầu Thủ Thiêm. Đây là nơi cấm người đi bộ và người đi xe máy.
Ngày 8 tháng 8 năm 2021, Trinh đăng tải câu chuyện "Nhân quả bẻ chân nhái", trong đó những đứa con sinh ra bị dị dạng bị Trinh cho là hậu quả của việc bố mẹ chúng hành nghề bắt nhái.

## Phim
| Năm  | Tựa phim                     | Vai            | Ghi chú |
| ---- | ---------------------------- | -------------- | ------- |
| 2004 | Nữ tướng cướp                | Bé gái bán hoa |         |
| 2004 | Kính vạn hoa (phần 1)        | Diệp           |         |
| 2005 | Niềm đau chôn giấu           | bé Su          |         |
| 2006 | Người mẹ nhí                 | Uyển Lan       |         |
| 2006 | Kính vạn hoa (phần 2)        | Diệp           |         |
| 2006 | Mùi ngò gai                  | Vy (lúc nhỏ)   |         |
| 2006 | Nhịp đập trái tim            | Ngọc (nhỏ)     |         |
| 2007 | Linh lan trắng               | Linh Lan (nhỏ) |         |
| 2007 | Nguyệt Quán                  | Ngự An         |         |
| 2008 | Đồng hồ cát                  | Nga            |         |
| 2009 | Thứ ba học trò               | Kiều Ly        |         |
| 2009 | Mùa hè sôi động              | Hân            |         |
| 2009 | Áo cưới thiên đường          | Linh           |         |
| 2010 | Những ông bố độc thân        | Song Thư       |         |
| 2010 | Cá Rô, em yêu anh!           | Bé Út          |         |
| 2010 | Hoa Xương Rồng               | Phúc           |         |
| 2011 | Tiểu thư lọ lem              | Khánh Phương   |         |
| 2011 | Thiên sứ lông bông           | Lam Diễm       |         |
| 2011 | Tiểu thư đi học              | Quỳnh          |         |
| 2013 | Tri tâm                      | Ngọc           |         |
| 2013 | Biết chết liền               | Hương          |         |
| 2016 | Taxi, em tên gì?             | Bình Chi       |         |
| 2016 | Sứ mệnh trái tim             | Phong Linh     |         |
| 2016 | Vệ sỹ, tiểu thư và thằng khờ | ca sĩ Họa Mi   |         |
| 2017 | Glee Vietnam                 | Hạ Quyên       |         |

## Video âm nhạc
| Năm  | Tựa đề                                  | Album            | CT     |
| ---- | --------------------------------------- | ---------------- | ------ |
| 2010 | "Yêu thương quay về" (với Cao Thái Sơn) | Cầu vồng sau mưa | [ 23 ] |
| 2010 | "Quên" (với Cao Thái Sơn)               | Cầu vồng sau mưa | [ 23 ] |
| 2010 | "Con tim mong manh"                     |                  | [ 50 ] |
| 2015 | "Love me, baby"                         |                  | [ 15 ] |
| 2016 | "Để đó anh lo" (với Phạm Hồng Phước)    |                  | [ 51 ] |

## Chương trình truyền hình
| Năm  | Chương trình              | Vai trò  | Ghi chú                                             | CT     |
| ---- | ------------------------- | -------- | --------------------------------------------------- | ------ |
| 2015 | Bước nhảy hoàn vũ (mùa 6) | Thí sinh | Giành Cúp bạc.                                      | [ 52 ] |
| 2018 | Nhanh như chớp (mùa 1)    | Thí sinh | Cùng đội với Thuý Ngân và PewPew. Trở thành Á quân. | [ 53 ] |